# 致候吾友
《致候吾友》（西班牙語：Saludos Amigos)，原文「Saludos Amigos」是西班牙語「嗨！我的朋友」之意。在1943年由迪士尼製作、美國「雷電華電影」發行，是迪士尼發行的第6部动画长片，以及在1940年代發行的第一部電影。背景設訂在拉丁美洲，由4個段落組成。唐老鴨是出現過的主角之一，另一個是高飛。吸著雪茄的巴西鸚鵡何塞·卡里奧卡（José Carioca）則是藉由此片第一次亮相。香港於1947年12月18日上映，本片目前在中国大陆没有任何影音产品被发行。
致候吾友在當時極受歡迎，促使華特迪士尼決定再拍攝一部與拉丁美洲相關的電影--《西班牙三紳士》，並於兩年後完成。
致候吾友在里約熱內盧的首演是1942年8月24日，美國的發行日是1943年2月6日，在1949年重新上映，當時創下和小飛象（Dumbo）同等的票房紀錄。

## 片段
這部電影由4個段落組成。每段都以迪士尼藝術家們在南美漫遊的真實影片作為開始，他們根據遊歷繪製了一些當地文化和風景的卡通片。

### 的的喀喀湖
唐老鴨以美國遊客的視角參觀了秘魯的的的喀喀湖，並遇到了一些有趣的當地居民，包括一隻頑固的駱馬。

### 小飛機佩德羅
講述了智利聖地亞哥附近機場的一架小型擬人化飛機佩德羅（Pedro），他的第一次飛行任務是前往阿根廷門多薩取回航空郵件，然而貪玩的個性給他帶來了麻煩。他必須帶著郵件安全返回機場，並克服各種困難，包括飛機最大的天敵－阿空加瓜山。
1955年5月13日雷電華電影將這該片段作為短篇電影在戲院上映。

### 高卓人高飛
美國牛仔高飛狗從美國德克薩斯被帶到阿根廷彭巴草原，並學習當地高卓人的生活方式。

### 巴西的水彩畫
該段以一首描繪巴西風情的歌曲作為開頭，之後來自巴西里約熱內盧的鸚鵡何塞·卡里奧卡登場，他帶著唐老鴨在巴西街頭四處遊蕩，喝著卡沙夏（巴西甘蔗酒），並一起跳桑巴舞。

## 外部連結
- 互联网电影数据库（IMDb）上《致候吾友》的资料（英文）
- 爛番茄上《致候吾友》的資料（英文）
- 豆瓣电影上《致候吾友》的資料 （简体中文）
- AllMovie上《致候吾友》的资料（英文）